# Jhajjar (Distrikt)
Der Distrikt Jhajjar (Hindi झज्जर जिला Jhajjar Jila, Panjabi ਝੱਜਰ ਜ਼ਿਲ੍ਹਾ) ist ein Distrikt im indischen Bundesstaat Haryana und Teil der National Capital Region. Sitz der Verwaltung ist die gleichnamige Stadt Jhajjar. Der Distrikt gehört zur weiteren Metropolregion von Delhi.

## Geographie

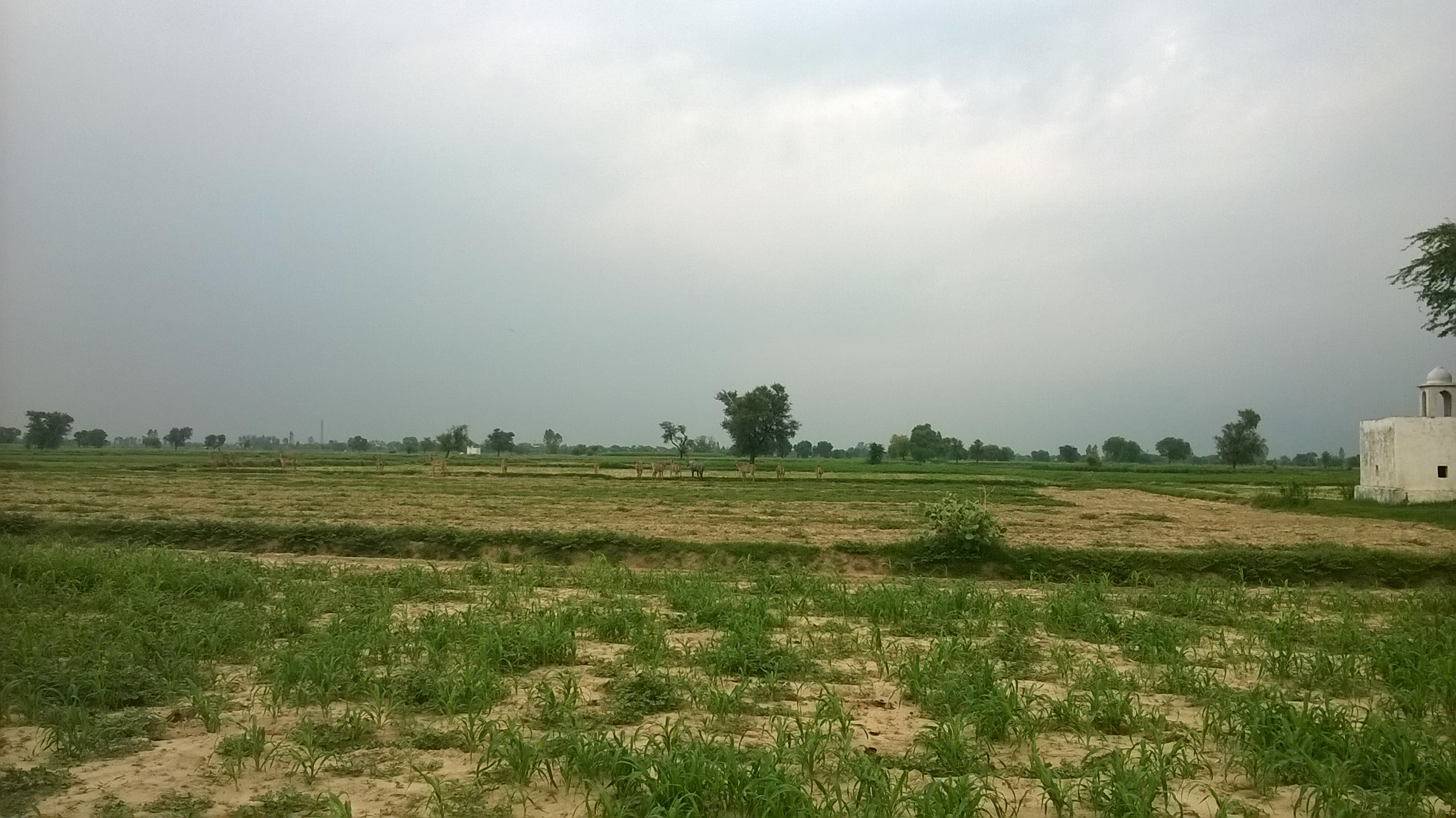
Feldbau im Distrikt Jhajjar

Der Distrikt Jhajjar liegt im Südosten Haryanas. Die angrenzenden Distrikte sind Rohtak im Norden, Charkhi Dadri im Westen, sowie Rewari und Gurugram im Süden. Im Osten grenzt der Distrikt an das Unionsterritorium Delhi.
Geologisch bildet das Gebiet Jhajjars einen Teil der Indus-Ganges-Schwemmebene, die vom Pleistozän bis in die jüngste Vergangenheit geformt  und durch äolische Sedimentationsprozesse ausgestaltet wurde. Die Region ist weitestgehend flach mit einer Höhe über dem Meeresspiegel von 212 bis 222 Metern, bis zu maximal 276 Metern im Südwesten und einem geringen Höhengefälle von etwa 0,48 Metern pro Kilometer von Nordosten nach Südwesten. Es gibt keine größeren natürlichen Fließgewässer und die Entwässerung geschieht hauptsächlich über Kanäle.

## Klima
Das Klima des Distrikts kann als subtropisches, semiarides Steppenklima charakterisiert werden und ist durch sehr trockene Luft (mit Ausnahme der Monsunszeit), sowie heiße Sommer und kalte Winter gekennzeichnet. Die Temperaturen bewegen sich zwischen maximal 45 °C im Mai/Juni und minimal 4 °C im Januar. Während der Zeit des Südwestmonsuns von der letzten Juniwoche bis September strömt feuchte Luft ozeanischen Ursprungs ein. In dieser Zeit fallen etwa 85 Prozent des Jahresniederschlags von durchschnittlich 532 mm. Juli und August sind die regenreichsten Monate. Der Zeitraum von Oktober bis Dezember bildet die Nachmonsunzeit. Die kalte Jahreszeit dauert von Januar bis Anfang März, gefolgt von der heißen Jahreszeit oder dem Sommer, der bis zur letzten Juniwoche andauert. Im Sommer kommt es häufiger zu Sandstürmen. Die Niederschläge außerhalb der Monsunzeit ereignen sich oft in Form von Gewitterstürmen im Zusammenhang mit westlichen Tiefdruckgebieten.

## Geschichte
Der Distrikt wurde am 15. Juli 1997 gegründet und entstand aus Teilen des Distrikts Rohtak, sowie kleinen Grenzregionen des Distrikts Rewari. Schon zur Zeit Britisch-Indiens hatte es kurze Zeit von 1858 bis 1861 einen Distrikt dieses Namens gegeben, der aber wieder aufgelöst wurde.

## Bevölkerung
Die Einwohnerzahl lag bei der Volkszählung 2011 bei 958.405. Die Bevölkerungswachstumsrate im Zeitraum von 2001 bis 2011 betrug 8,90 %. Jhajjar hatte ein Geschlechterverhältnis von 862 Frauen pro 1000 Männer und damit einen deutlichen Männerüberschuss. Nach einer aktuelleren Erhebung aus der ersten Jahreshälfte 2021 kamen 911 weibliche auf 1000 männliche Neugeborene, womit der Distrikt die ungünstigsten Werte unter allen damals 22 Distrikten Haryanas aufwies. Der Grund lag in geschlechtsselektiver Abtreibung. Staatlicherseits wird versucht, durch verschärfte Kontrollen von Präantal- und Ultraschalldiagnostik-Zentren gegen dieses Problem vorzugehen. Der Distrikt wies 2011 eine Alphabetisierungsrate von 80,65 % auf, was einer Steigerung um knapp 8 Prozentpunkte gegenüber dem Jahr 2001 entsprach. Die Alphabetisierung lag damit über dem nationalen Durchschnitt (74,0 %) und dem Durchschnitt Haryanas (75,6 %). In religiöser Hinsicht war der Distrikt außerordentlich homogen: 98,7 % der Bevölkerung waren Hindus, 0,9 % Muslime, je 0,1 % Jainas, Christen und Sikhs und 0,2 % gaben keine Religionszugehörigkeit an oder gehörten anderen Religionen an.
25,4 % der Bevölkerung lebten 2011 in Städten. Größte Stadt war Bahadurgarh mit 170.767 Einwohnern.

## Wirtschaft

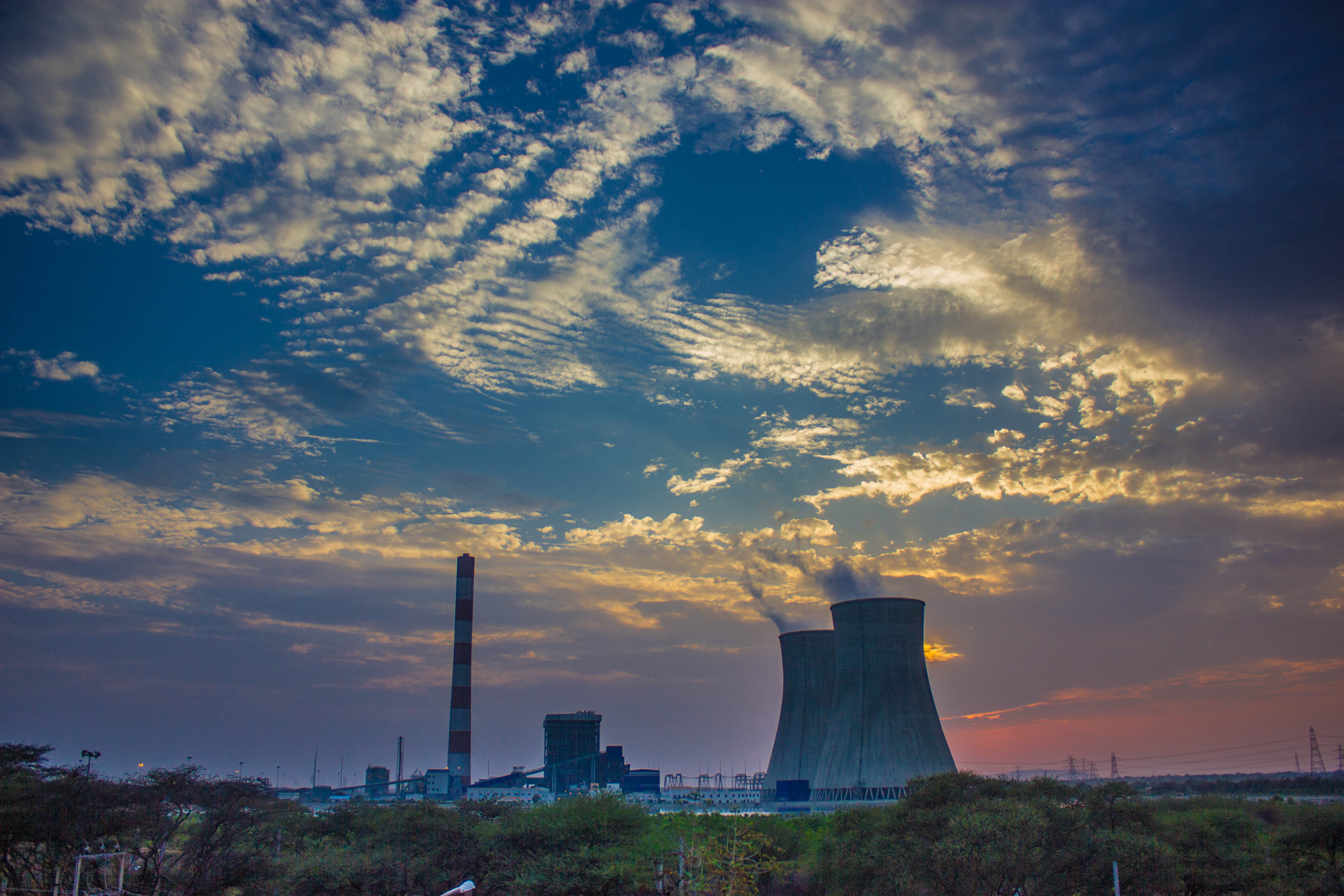
Sonnenuntergang über dem Kraftwerk Jhajjar

Etwa 166.000 ha wurden 2013 für den Ackerbau genutzt, davon 124.000 ha in Bewässerungsfeldwirtschaft. Die Hauptanbauprodukte waren Weizen (99.000 ha), Reis (31.000 ha), Perlhirse (Bajira, 23.000 ha) und Sorghumhirse (Jowar, 13.000 ha).
Im Distrikt befindet sich das 2012 in Betrieb gegangene thermische Kraftwerk Jhajjar (Jhajjar Power Station).